# Rod Steiger
Rodney Stephen "Rod" Steiger (født 14. april 1925, død 9. juli 2002) var en amerikansk Oscar-vindende filmskuespiller.

## Udvalgt filmografi
- 1951 Teresa
- 1954 On the Waterfront (Charley Malloy) (nomineret til Oscar for bedste mandlige birolle)
- 1955 Oklahoma!
- 1955 The Big Knife
- 1955 The Court-Martial of Billy Mitchell
- 1956 Jubal
- 1956 The Harder They Fall
- 1956 Back from Eternity
- 1957 Livsfarlig blondine
- 1957 Run of the Arrow
- 1957 Across the Bridge
- 1958 Cry Terror!
- 1959 Al Capone
- 1960 Seven Thieves
- 1961 The Mark
- 1962 13 West Street
- 1962 Convicts 4
- 1962 The Longest Day
- 1963 Hands Over the City
- 1964 Time of Indifference
- 1964 Pantelåneren (originaltitel: The Pawnbroker)
- 1965 The Loved One
- 1965 Doctor Zhivago
- 1967 I nattens hede (originaltittel: In the Heat of the Night (Oscar for bedste mandlige hovedrolle)
- 1967 The Girl and the General
- 1968 No Way to Treat a Lady
- 1968 The Sergeant
- 1969 The Illustrated Man
- 1969 Three Into Two Won't Go
- 1970 Waterloo
- 1971 Happy Birthday, Wanda June
- 1971 Duck, You Sucker!
- 1973 Lolly-Madonna XXX
- 1974 Last Days of Mussolini
- 1974 Lucky Luciano
- 1975 Innocents with Dirty Hands
- 1975 Hennessy
- 1976 W.C. Fields and Me
- 1978 F.I.S.T.
- 1978 Love and Bullets
- 1979 Breakthrough
- 1979 Portrait of a Hitman
- 1979 The Amityville Horror
- 1980 Wolf Lake
- 1980 Klondike Fever
- 1980 The Lucky Star
- 1981 Cattle Annie and Little Britches
- 1981 Lion of the Desert
- 1981 The Chosen
- 1984 The Naked Face
- 1987 Catch the Heat
- 1988 American Gothic
- 1989 The January Man
- 1989 Tennessee Nights
- 1991 Men of Respect
- 1991 The Ballad of the Sad Cafe
- 1994 The Specialist
- 1996 Carpool
- 1996 Shiloh
- 1996 Mars Attacks!
- 1997 Truth or Consequences, N.M.
- 1997 Incognito
- 1998 Legacy
- 1999 Shiloh 2: Shiloh Season
- 1999 Crazy in Alabama
- 1999 The Hurricane
- 1999 End of Days
- 2000 The Last Producer
- 2001 A Month of Sundays
- 2001 The Hollywood Sign
- 2002 Poolhall Junkies